# Breakthrough Initiatives

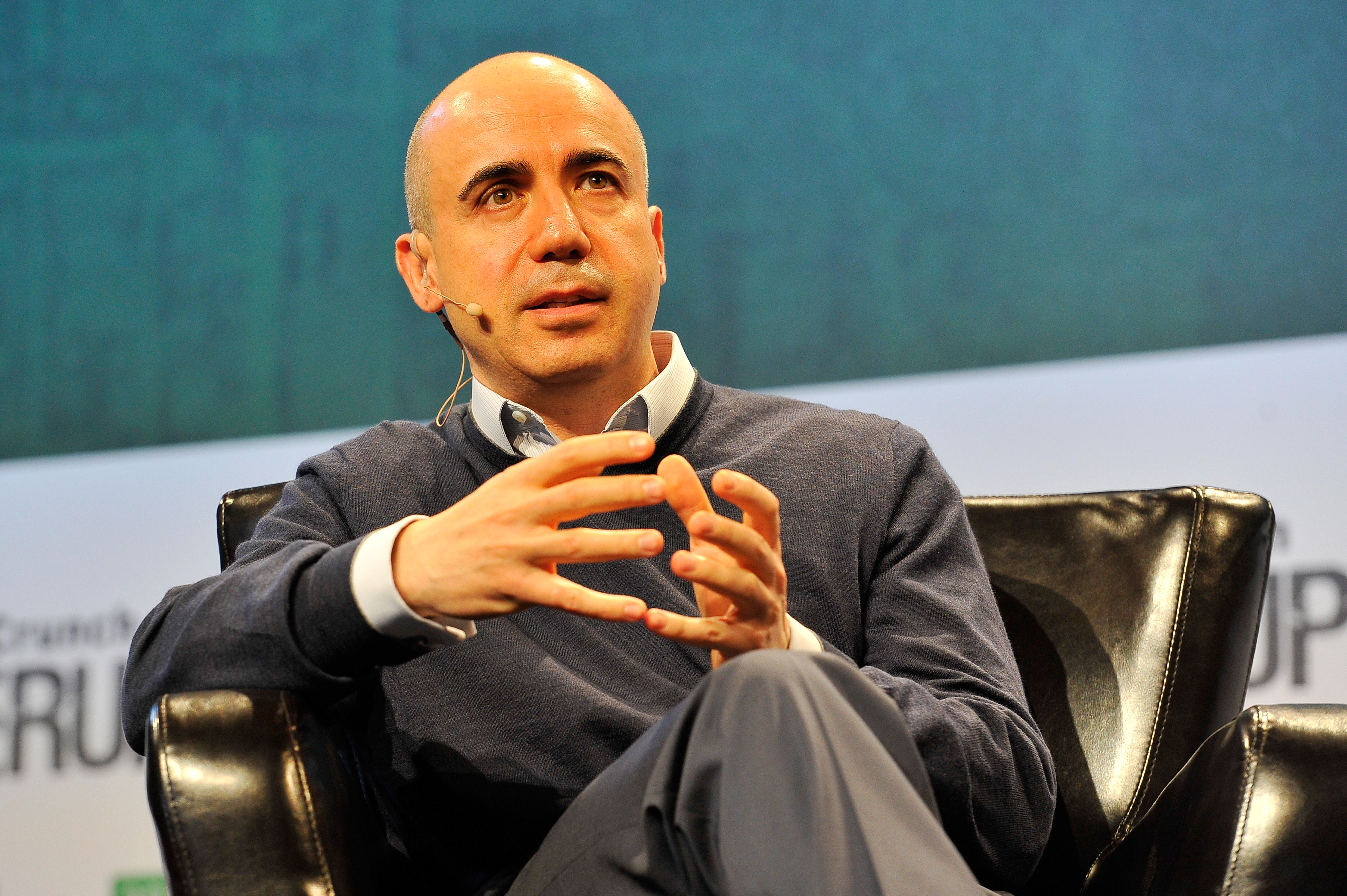
Iuri Milner, físic i magnat, fundador de Breakthrough Initiatives.

Breakthrough Initiatives («Iniciatives Innovadores», de l'anglès) és un conjunt de programes de ciència espacial que pretén donar resposta a diferents qüestions relatives a la vida extraterrestre, com ara si hi ha més planetes habitables a la galàxia o, fins i tot, vida extraterrestre. La iniciativa va ser creada i finançada pel matrimoni Julia i Iuri Milner l'any 2015 i es divideix en quatre projectes.
La creació de Breakthrough Initiatives va ser anunciada al públic el 20 de juliol de 2015, a la Royal Society de Londres, en què va intervenir el físic Stephen Hawking. L'anunci va incloure una carta oberta titulada «Estem sols? És el moment de descobrir-ho» i signada per importants científics i personalitats, entre els quals destaquen: Stephen Hawking, Ann Druyan, Alexei Leonov, Avi Loeb, Sara Seager, Jill Tarter, Kip Thorne i Steven Weinberg, entre d'altres.

## Projectes

### Breakthrough Listen

El Green Bank Telescope és un dels radiotelescopis utilitzats pel projecte Breakthrough Listen.

Breakthrough Listen és un programa per cercar comunicacions d'intel·ligències extraterrestres a l'univers. Amb 100 milions de dòlars en finançament i milers d'hores de telescopi en instal·lacions d'última generació, es tracta del projecte més complet de cerca de comunicacions alienígenes fins al moment. El projecte s'encetà el gener de 2016 i es preveu que tingui una duració mínima de deu anys. Per a realitzar les observacions s'utilitzen l'Observatori Green Bank i l'Observatori Parkes per les transmissions de ràdio, i l'Automated Planet Finder pel que fa a les emissions de llum. Els objectius del projecte inclouen la cerca en un milió d'estrelles properes i els centres de 100 galàxies. Totes les dades generades pel projecte resten obertes al públic. A més, SETI@home les utilitza per dur a terme les anàlisis. Els primers resultats es van publicar l'abril de 2017.

### Breakthrough Message
Aquest programa se centra en l'estudi i debat intel·lectual al voltant de l'enviament d'un missatge de la Terra a l'espai profund. El projecte inclou un concurs obert amb un premi d'un milió de dòlars per dissenyar un missatge digital que es pugui transmetre des de la Terra a una potencial civilització extraterrestre. L'objectiu és aconseguir un missatge que representi «la humanitat i el planeta Terra» amb el compromís de no transmetre'l fins que no hi hagi hagut un debat global a alt nivell, tant científic com polític, sobre els riscos i beneficis de contactar amb civilitzacions avançades».

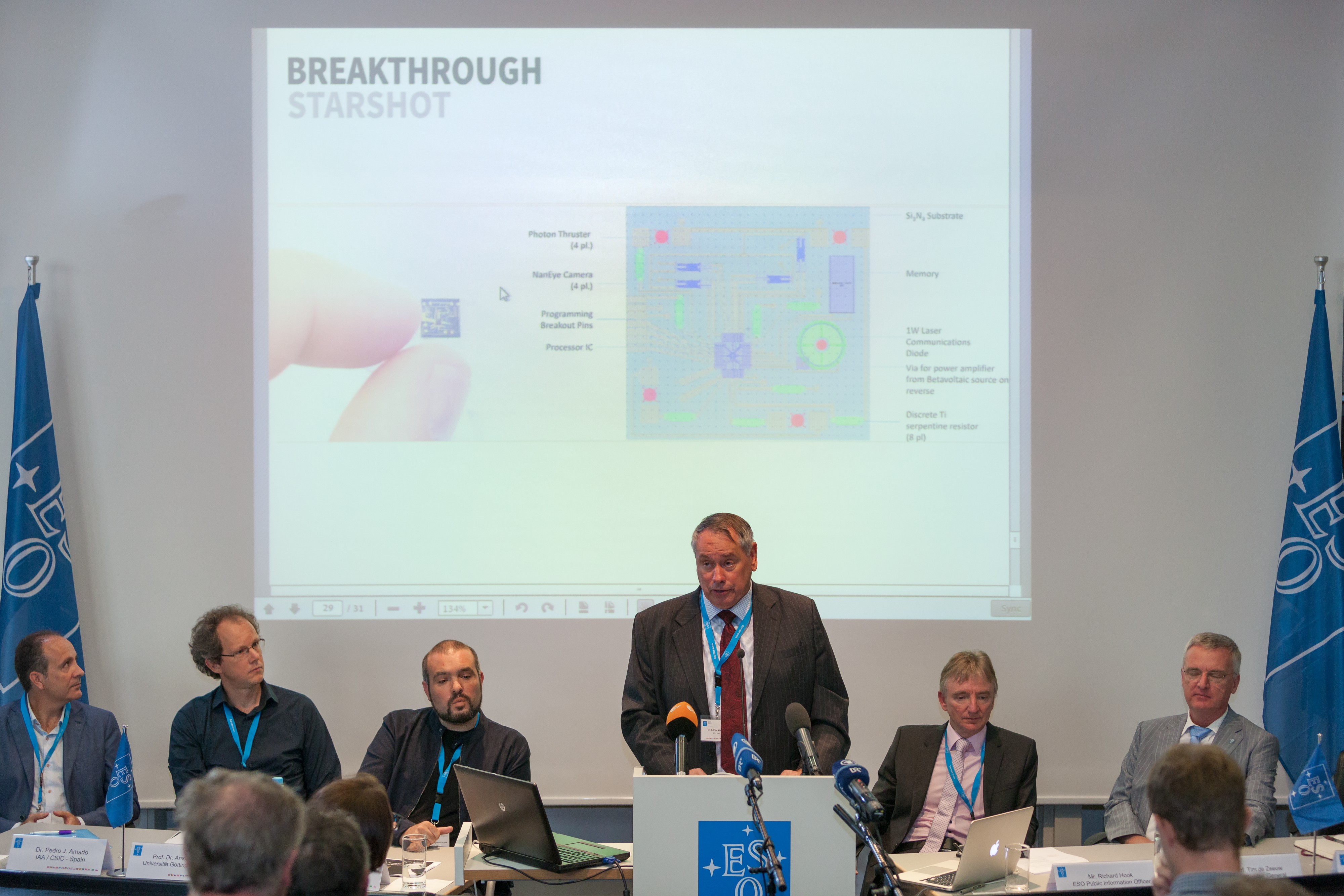
El 24 d'agost de 2016, l'Observatori Europeu Austral va anunciar el descobriment de l'exoplaneta Proxima b.

### Breakthrough Starshot
Article principal: Breakthrough Starshot
És un projecte amb una dotació inicial de 100 milions de dòlars per desenvolupar una flota de nanosondes espacials de vela lleugera capaces de viatjar al sistema Alpha Centauri. Es pretén que aquestes petites sondes, anomenades StarChip i de només uns grams de pes, assoleixin el 20% de la velocitat de la llum i triguin uns vint anys a arribar-hi.

### Breakthrough Watch
És un programa d'astronomia per desenvolupar tecnologies, tant a la Terra com a l'espai, que puguin trobar planetes semblants a la Terra al nostre entorn galàctic i descobrir-ne la potencial habitabilitat. Així, es pretén identificar planetes rocosos de la mida de la Terra al voltant d'Alfa Centauri, o altres estrelles, en un radi de vint anys llum de la Terra, a la cerca d'oxigen i altres potencials biosignatures.